# Astragalus vulpinus
Astragalus vulpinus är en ärtväxtart som beskrevs av Carl Ludwig von Willdenow. Astragalus vulpinus ingår i släktet vedlar, och familjen ärtväxter. Inga underarter finns listade i Catalogue of Life.